# 大塚節治

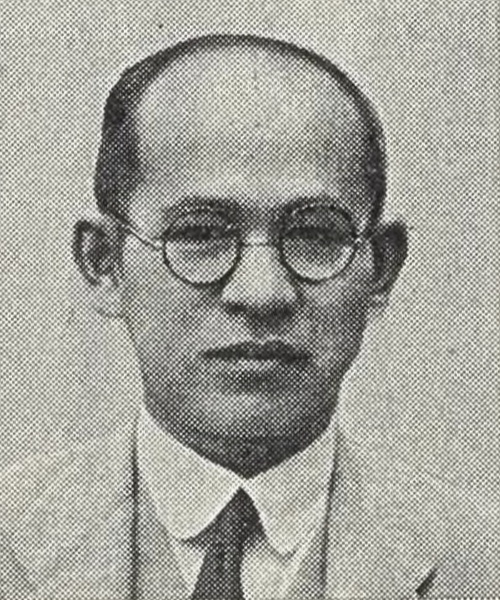
大塚節治（1935年頃）

大塚 節治（おおつか せつじ、1887年3月3日 - 1977年11月18日）は、大正・昭和期のキリスト教神学者。文学博士（1949年）。旧姓は沖田。同志社第13代総長。

## 経歴
1887年（明治20年）広島県高宮郡飯室村（現在の広島市安佐北区安佐町）で沖田惣左衛門の六男に生まれる。1912年（明治45年）に愛媛県伊予郡中山村（現在の伊予市中山町）の大塚家の養子となる。
広島県師範学校講習部から1903年同志社普通学校に入学。1905年日野真澄から受洗。1909年同志社普通学校を卒業して同志社神学校に入学。1912年に渡米し、ユニオン神学校、コロンビア大学で学び、マスター・オブ・アーツの学位を受ける。帰国後の1919年に専門学校令による同志社大学神学部教授、翌年大学令による同志社大学文学部神学科教授となり、多くの著書、論文を発表、キリスト教倫理学および組織神学を講じた。学風は自由主義神学の伝統を踏襲しつつ、弁証法神学を取り入れたもので、日本では未開拓に近かったキリスト教倫理の基礎を築いた。
1923年から翌年にかけて渡欧。1925年文学部長、1937年7月から12月まで同志社大学学長を兼任、1943年から44年まで日本西部神学校にも出講した。
戦後1949年文学博士、1950年同志社大学学長、同志社理事長となり、同年、同志社13代総長就任。1963年まで13年間その任にあって、戦後の世相および学制改革に伴う混乱期、時代の要請に応じ、同志社諸校の校舎拡充など、戦後の同志社発展の土台作りに尽力した。 
1957年同志社大学名誉教授、1972年同志社大学名誉神学博士。
太平洋戦争中、キリスト教は迫害を受け学問の自由も束縛された。その反省から、戦後は学者として新憲法を護る発言を続けた。
1977年11月18日に京都で死去。12月3日同志社栄光館で社葬が行われた。

## 主な著書
- 基督教倫理学序説、基督教思想叢書刊行会、1935年2月
- 基督教人間学、全国書房、1948年10月
- 近代文明の禍根、同志社、1959年2月
- 日本国憲法と基督教、同志社、1960年3月
- 新島先生を偲ぶ（NHK人生読本放送）、同志社、1961年2月
- 人間は何故神を信ずるか、同志社、1961年2月
- 神の算盤(大塚節治先生謝恩記念事業委員会)、新教出版社、1965年7月
- キリスト教要義、日本基督教団出版局、1971年10月
- 学術用語集・キリスト教学編、学術審議会学術用語分科会キリスト教学用語専門委員会主査(文部省)、丸善、1972年3月
- 回顧七十七年、同朋舎、1977年7月

## 家族
- 配偶者 - 薫（1人目・死別）[1]、茂代（2人目・宮川経輝の三女）[4]

## 栄典
- 勲二等瑞宝章（1964年）[1]
- 京都市名誉市民（1973年10月15日）[5]